# Laguna de la Janda
Laguna de la Janda är en sjö i Spanien.   Den ligger i provinsen Provincia de Cádiz och regionen Andalusien, i den södra delen av landet, 500 km söder om huvudstaden Madrid. Laguna de la Janda ligger 5 meter över havet.  Trakten runt Laguna de la Janda består till största delen av jordbruksmark.